# Vis
Vis (tal. Lissa i starogrčka Ίσσα, Issa) je istureni hrvatski otok u Jadranskom moru. Od kopna je udaljen 45 km.
Površina otoka iznosi 89,72 km2, na otok vozi komercijalna linija iz Splita dva do četiri puta dnevno, a ljeti ima i vezu s Anconom u Italiji.
Ukupna duljina obale Visa je 84,9 km.

## Klima
Klima na otoku je sredozemna s vrućim ljetom. Budući da je otok dosta udaljen od ostalih otoka i kontinentalnog kopna, odnosno dosta je usamljen na pučini, Vis je izložen jačem vjetru nego susjedni jadranski otoci. Prosječno je preko 2600 sunčanih sati godišnje. Temperature su u ljetnim mjesecima iznad 24°C, a u zimskim iznad 6°C. Godišnje padne manje od 800 mm oborina.

## Stanovništvo
Po zadnjem popisu stanovništva iz 2001. Vis je imao ukupno 3637 stanovnika. U doba najvećeg prosperiteta otoka (Austro-Ugarska) na njemu je živjelo gotovo 10.000 stanovnika (Popis 1910.)  Većinsko stanovništvo otoka su Hrvati, čiji udio u ukupnoj populaciji iznosi 94,1 %.
Veća mjesta na otoku su Vis (1776 st.) i Komiža (1523 st.). Ostala naselja razvila su se u unutrašnjosti otoka na rubovima polja ponajviše duž stare ceste Vis – Komiža: Podselje, Marinje Zemlje, Podšpilje, Podstražje, Žena Glava, Podhumlje. 
Na jugoistoku dijelu otoka razvila su naselja Milna, Brgujac i Rukavac.[nedostaje izvor]

## Promet
Vis je bio povezan zračnom linijom kojom leti avioprijevoznik European Coastal Airlines iz Splita. ECA je izgubio dozvolu za rad 2016. godine.
Otok je također povezan trajektnom i katamaranskom linijom iz Splita.
Vis ima asfaltirane ceste, jedino nije asfaltirana cesta do mjesta Oključna na sjeverozapadnom djelu otoka.

## Povijest
Otok je bio naseljen još u pretpovijesno doba.
Bio je mjesto starogrčkog naseljavanja, a iz tog doba datira i starovjekovno naselje Issa. Poslije prijelazi pod starorimsku vlast.
U ranom srednjem vijeku se nalazi u starohrvatskoj državi. Poslije je često mijenjao vladare, odnosno za vladare je imao Mlečane. Tada je Vis doživio napad Katalonaca u službi napuljskog kralja, a koji su opustošili otok. Zbog potrebe obrane sagradili su utvrđena naselja Kut i Luku od kojih je nastao suvremeni Vis. Za vrijeme Napoelonskih ratova kao vladare su imali Francuze, pa čak i Engleze (tada se na otoku, prvi put u Hrvatskoj, zaigrao i kriket). Nakon pada Mletačke Republike i kasnijeg pada Napoleona, Vis dolazi pod vlast Habsburške Monarhije.
Daljnjim upravnim reorganiziranjem monarhije, Vis postaje dio carske pokrajine Dalmacije, koja je nakon austro-ugarske podjele monarhije potpala pod austrijski dio. U blizini otoka Visa se 1866. godine odigrala viška bitka, koja je umnogome utjecala na daljnji razvoj događaja na istočnoj jadranskoj obali. Pobjedom austro-ugarske mornarice privremeno su zaustavljena talijanska posezanja za Visom i čitavom Dalmacijom.

### Vis u 20. stoljeću
Raspadom Austro-Ugarske, Vis potpada pod talijansku okupaciju (1918. – 1921.), a zatim postaje dio Kraljevine SHS. Premda je Londonskim ugovorom 1915. otok bio obećan Italiji, njena vojska se ipak morala povući s Visa. Postoji priča da je u zadnji trenutak na mirovnoj konferenciji u Parizu Italiji darovano Lastovo da bi napustila Vis, koji je za nju imao simboličku važnost zbog poraza iz 1866. godine. Smatra se da je u tome glavnu ulogu imao Ante Trumbić koji je bio i zastupnik otoka Visa.
Doba Kraljevine SHS, odnosno kasnije Kraljevine Jugoslavije je razdoblje prve krize otoka, uzrokovane gubitkom velikog tržišta. Također dolazi do sukoba oko podjele kolonatskog zemljišta, što koriste tadašnji velikosrpski krugovi iz Beograda. Oni su obećali zemlju Višanima koji prijeđu na pravoslavnu vjeru, što je velika skupina težaka i učinila. Prema podatcima Hvarske biskupije, od 1925. – 1933. je na pravoslavlje prešlo 292 osobe i to jedino u mjestu Visu, od čega se tijekom vremena 58 osoba vratilo katoličanstvu, a do kraja Drugog svjetskog rata su ostale samo 3 osobe u pravoslavlju. U Visu je 1933. podignuta velika pravoslavna crkva (oštećena 1944. kad je Treći Reich bombardirao Vis, a srušena 1963. prigodom priprema obilježavanja 20. obljetnice Titovog dolaska na Vis) i nastavljen je prijelaz stanovništva na pravoslavlje. To je uzrokovalo teške sukobe, uključujući i fizičke, među mještanima, koji su se oštro podijelili na dvije nepomirljive strane. Osnivanjem Banovine Hrvatske, prevladala je prohrvatska struja na otoku, a pokret pravoslavaca se osipa, da bi potpuno nestao tijekom rata.

### Vis u Drugom svjetskom ratu i poraću
Po izbijanju Drugoga svjetskoga rata, otok Vis je ponovno 1941. okupirala Italija, koja je odmah započela provoditi politiku opće talijanizacije, posebno u samom mjestu Visu gdje je imala nešto pristaša. Oni su se posebno okomili na članove HSS-a, koristeći metodu izgona uglednijih Višana u NDH. S porastom partizanskih akcija, metode vladanja postajale su sve okrutnije, uključujući strijeljanje talaca u Visu i Komiži i paljenje kuća po viškim selima. Nakon kapitulacije Italije u rujnu 1943. vlast na otoku preuzimaju Partizani. Vis je jedini dio nekadašnje Jugoslavije koji nikad nije zauzela njemačka vojska. Tada je na njemu bila smještena saveznička vojna zračna luka (danas pod vinogradima). Tito se sklonio na Vis u lipnju 1944. nakon njemačkog desanta na Drvar. Do zauzimanja Beograda u listopadu 1944. otok je funkcionirao kao središte partizanskih vlasti i savezničkih vojnih misija. Sve otočko stanovništvo koje nije bilo sposobno za borbu evakuirali su Britanci u logor El Shatt na Sinaju, gdje su mnogi Višani i umrli zbog loših uvjeta života. Povratak iz Egipta je izvršen tijekom 1946. godine.
U socijalističkoj Jugoslaviji, Vis je zbog svog strateškog položaja bio otok zatvoren za strance (zabrana dolaska stranaca je ukinuta tek 1989.) i čitav je pretvoren u veliku vojnu utvrdu.
Na površini od svega 90 km2 nalazilo se više od 30 vojnih objekata, uključujući podzemnu vojnu bolnicu i tunel za zaklon ratnih brodova. Posljedica polustoljetne izolacije bilo je gospodarsko zaostajanje i nemogućnost turističkog razvoja, a s tim povezano i veliko iseljavanje stanovništva. Jugoslavenska vojska je napustila otok tek 30. svibnja 1992. godine, 4 i pol mjeseca nakon međunarodnog priznanja Hrvatske.

## Viško otočje
Oko otoka Visa se nalaze brojni manji otoci, otočići i školji (Biševo, Veliki i Mali Budikovac, Brusnik, Jabuka, Ravnik, Svetac i drugi).

## Gospodarstvo
U 19. stoljeću i prvoj polovici 20. stoljeća je bilo iznimno razvijeno ribarstvo i prerada ribe (sedam tvornica u Komiži prije Drugog svjetskog rata). Gradić Vis i sela u unutrašnjosti otoka su bili više orijentirani na vinogradarstvo. 1910. godine gotovo 1/3 površine otoka je bila pod vinogradima, koji su opskrbljivali tržište čitave Habsburške Monarhije.

## Zanimljivosti
Prirodne ljepote vrijedne viđenja su Modra špilja na obližnjem otoku Biševu, Zelena špilja na Ravniku i Kraljičina špilja na Visu, a od povijesnih znamenitosti valja spomenuti tu je Titova špilja, obnovljeni spomenik poginulim mornarima u Viškoj bitki.
Zasluge što nakon komadanja Austro-Ugarske 1918. godine i kasnije otok Vis nije pripao Italiji, pripadaju Anti Trumbiću, hrvatskom političaru. Težina je ovoga što je Vis imao veliku simboliku, jer je bio mjestom velikog talijanskog poraza u viškoj bitci. Ali, svojim znanjem i umijećem, Trumbić je uspio izboriti da Vis ne pripadne Italiji, nego da bude dijelom nove južnoslavenske države. Na koncu svega, Ante Trumbić je za Austro-Ugarske vlasti bio viškim zastupnikom.
Na Visu se nalaze i jedinstvene uvale kao što je npr. Stiniva.
U rujnu 2020. kod Visa, Biševa i Korčule viđeni su leteći lignjuni, vrsta lignjavca koja nije uobičajeno na našem području te je u Jadranskom moru vrlo rijetka.

## Biljni i životinjski svijet
- Campanula teutana, Teutin zvončić
- Limonium subanfractum, mrižica, trinajstić
- Valantia muralis, zidna zidarščica
- Adiantum capillus-veneris,  gospin vlasak
- Brassica incana, Sivkasta vrzina

## Šport
- Viška regata krstaša, koja se održava od 1945. jedna je od najstarijih regata u Hrvatskoj.

## Znamenitosti
- Ostatci brodoloma tegljača Ursus, zaštićeno kulturno dobro

## Vanjske poveznice
- Vis Central
- visinfo.org
- otokvis.info  Arhivirana inačica izvorne stranice od 20. prosinca 2021. (Wayback Machine) - povijest, tradicija, zanimljivosti
- Informacije o otoku Visu